# Église Sainte-Madeleine d'Auvillars-sur-Saône
Pour les articles homonymes, voir Église Sainte-Madeleine.
L'église Sainte-Madeleine est une église catholique située à Auvillars-sur-Saône, en France.

## Localisation
L'église est située dans le département français de la Côte-d'Or, sur la commune d'Auvillars-sur-Saône.

## Historique
L'église Sainte-Madeleine fut érigée au XVe siècle. 

## Protection
Les parois décorées de peintures murales sont classées par arrêté du 24 décembre 1912 au titre des monuments historiques en 1912 et la chapelle seigneuriale est inscrite par arrêté le 7 décembre 1925,.